# 世界ウルルン滞在記 みんな元気に!復活スペシャル
『世界ウルルン滞在記 みんな元気に!復活スペシャル』（せかいウルルンたいざいき みんなげんきに!ふっかつスペシャル）は、2011年4月10日に、毎日放送（MBS）が制作・TBS系列で放送されたトークショーを兼ねた世界紀行ドキュメンタリー番組で、「MBS開局60周年記念特別番組」でもある。

## 概要
1995年4月9日から2008年9月14日まで毎週日曜日に放送されていた世界ウルルン滞在記→世界ウルルン滞在記"ルネサンス"→世界ウルルン滞在記2008を2年半ぶりに単発番組として、また、「MBS開局60周年記念特別番組」として放送された。

## 放送時間
- 日曜21:00 - 22:54（JST）
  - 21:00の『日曜劇場 冬のサクラ』は既に終了、21:54の各局別ミニ番組（関東地区は『風の言葉』）は22:54へ繰り下げ、22:00の『EXILE魂』（TBS・MBS共同制作）は休止。

## 出演者
司会
- 佐藤隆太
- 倉科カナ
- 徳光和夫（レギュラー放送時とは違い、ご意見番としての出演）

旅人
- 向井理
- 堀井新太
- 内山理名

パネリスト
- 津川雅彦
- 堀北真希